# Marthe und ihre Uhr
Marthe und ihre Uhr ist die erste veröffentlichte Erzählung von Theodor Storm. Sie erschien 1848 im Volksbuch auf das Schalt-Jahr 1848 für Schleswig, Holstein und Lauenburg, herausgegeben von Karl Biernatzki. 1851 folgte eine veränderte Version in dem Band Sommergeschichten und Lieder.

## Inhalt
Marthe ist eine ältere alleinstehende Dame. Sie lebt allein in dem Haus, in dem sie aufwuchs, da ihre Eltern und ihre Brüder schon lang verstorben sind, ihre Schwestern haben nach deren Hochzeit das Elternhaus verlassen. Sie lebt ein bescheidenes und zurückgezogenes Leben und ernährt sich durch eine kleine Rente sowie die Vermietung eines Zimmers. Sie tut ihren Mietern viel Gutes, da sie sonst niemanden hat, um den sie sich kümmern könnte und ihr Dasein sonst als zwecklos empfinden würde.
Marthe verbringt viel Zeit lesend und nachdenkend und hat sich einen für ihren Stand vergleichsweise hohen Grad an (auch ästhetischer) Bildung angeeignet. Besonders Eduard Mörikes Roman Maler Nolten hat es ihr angetan, und in ihrer Fantasie lösen sich die Schicksale der Figuren dieses Romans vom Willen des Dichters. Die alten Möbel in Marthes Zimmer und andere Gegenstände, die sie seit ihrer Kindheit gewöhnt ist, sind für sie ein Ersatz für menschliche Gesellschaft – sie scheinen mit ihr zu sprechen und ihre Gedanken und Handlungen zu beeinflussen. Besonders gilt dies für ihr Spinnrad, ihren geschnitzten Lehnstuhl und eine alte, kunstvoll verzierte Stutzuhr, die ihr Vater vor vielen Jahren auf einem Trödelmarkt kaufte. Sie läuft nicht mehr zuverlässig, schlägt manchmal die falsche Stunde, manchmal auch gar nicht, und ihr Ticken scheint mal lauter und leiser zu werden. Durch diese Unregelmäßigkeiten „kommuniziert“ die Uhr mit Marthe, löst Erinnerungen an die Vergangenheit aus, holt sie aber durch lauteres Ticken auch wieder in die Gegenwart zurück.
An einem Weihnachtsabend wird Marthe von ihrer Schwester Hanne, der einzigen in derselben Stadt lebenden Verwandten, zu sich und ihrer Familie eingeladen. Sie bleibt jedoch lieber allein zu Hause: Ihr ist, als würde die Uhr sie mit ihrem Ticken darum bitten. Sie erinnert sich an ein Weihnachtsfest ihrer Kindheit: Der Vater in seinem Lehnstuhl, die Apfelkuchen backende Mutter, die artigen Kinder und die ruhige, gesittet-fröhliche Atmosphäre. Dann kommt ihr ein anderer Weihnachtsabend in den Sinn, an dem ihre Mutter in der Nacht verstarb und sie allein im Haus zurückblieb.

## Erzähler
Der Ich-Erzähler ist ein ehemaliger Mieter des Zimmers in Marthes Haus. Er erzählt rückblickend aus einem Abstand von vielen Jahren, hat lange nichts von Marthe gehört und weiß nicht, ob sie noch lebt. Er hofft aber, dass seine Geschichte ihr in die Hände fällt und sie sich an ihn erinnern wird. Trotz seiner Position als Ich-Erzähler gibt er, in der Art eines auktorialen Erzählers, auch Marthes Gedankenwelt und Erinnerungen wieder.

## Rezeption
Von der Literaturwissenschaft ist Marthe und ihre Uhr wenig beachtet worden. Gunter Hertling stellt in seiner Analyse der Erzählung die Stutzuhr als „leitmotivisches, und zwar sichtbares und hörbares Symbol der schwindenden Zeit“ dar und vergleicht sie in ihrem Vergangenheitsbezug mit der Lampe in Eduard Mörikes Gedicht Auf eine Lampe. Für ihn geht es in der Erzählung vor allem um die psychologische Gestaltung der Wechselbeziehung zwischen Marthe und ihrer Uhr: Marthe lässt sich von der Uhr lenken, genießt aber auch deren „Gesellschaft“, die ihr ansonsten trübseliges Leben erträglich macht. Damit weist Hertling die Interpretation von David Jackson zurück, der die Uhr negativer beurteilt: Als Ersatz für einen patriarchalischen Vater, der eine freie Persönlichkeitsentwicklung Marthes verhindert habe.
Marthes Phantasieren, die Verbindung des Erdichteten mit dem Tatsächlichen, weist laut Hertling auf Storms spätere Novellen voraus.